# Kejsarkrona
Kejsarkrona (Fritillaria imperialis) är en art i familjen liljeväxter. Den förekommer naturligt från sydöstra Iran till västra Himalaya. Kejsarkrona är en vanlig trädgårdsväxt i Sverige.

## Sorter

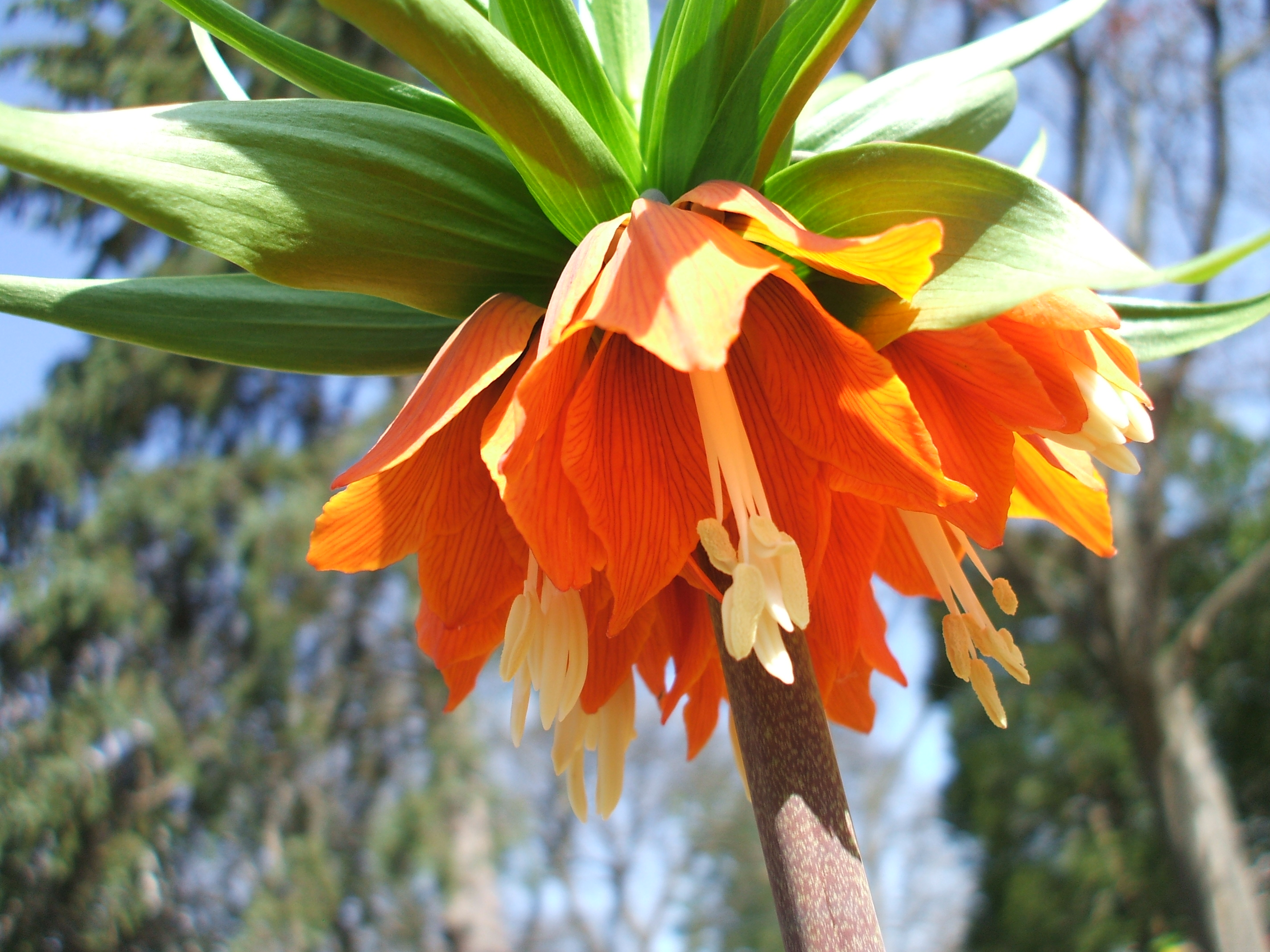
'Rubra Maxima'

Ett flertal sorter har kommit fram i kultur. Dessa skiljer sig i fråga om färg eller andra karaktärer från varandra:
- 'Argenteovariegata' (1771) - har vitstrimmiga blad och orangeröda blommor.
- 'Aureomarginata' - 90 cm. De översta bladen har citrongula kanter, blommorna är orange med röda nerver.
- 'Aurora' 60 cm. Kompakt växtsätt. Orange blommor med röda nerver och röda nektarier.
- 'Crown on Crown'
- 'Double Gold' (Gebr. C. & T.T. Mantel B.V. 1998) - har citrongula, fyllda blommor.
- 'Fasciata'
- 'Foliis Variegatis'
- 'Lutea' - har blekt grönt bladverk och gula blommor.
- 'Lutea Flore Pleno'
- 'Maxima Lutea'
- 'Orange Brilliant'
- 'Premier' - 80-100 cm. Mjukt mandarinorange blommor. Det är den mest storblommiga av sorterna.
- 'Prolifera'
- 'Rubra'
- 'Rubra Maxima' (1896) 80-100 cm. har stora, lite kantiga blommor i eldorange med svag purpur nerver och svagt purpur ton på utsidan.
- 'Slagzwaard'
- 'Sulpherino'
- 'The Premier'
- 'William Rex' - lågväxande med mörkt bronsröda blommor.

## Bilder

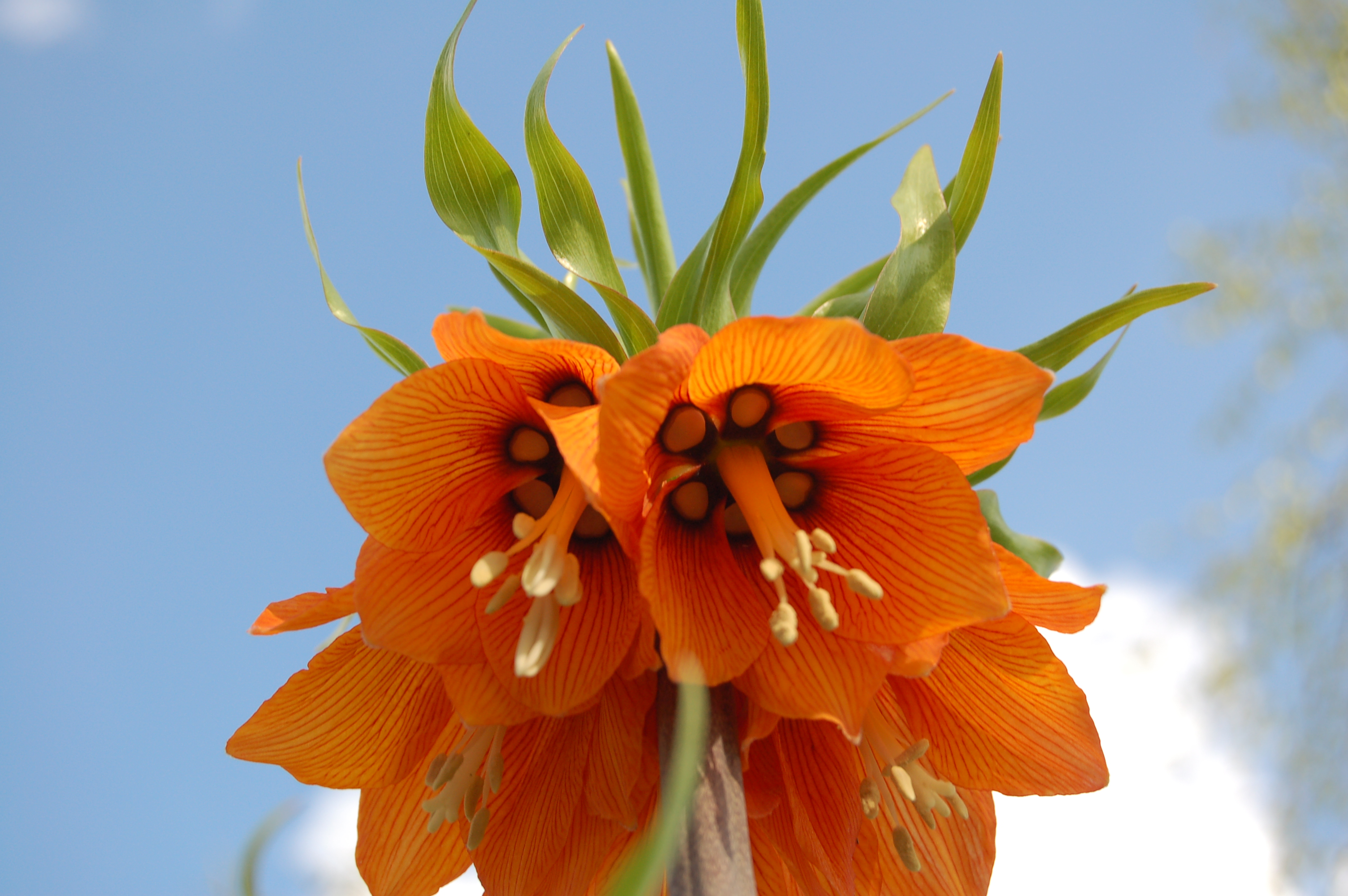
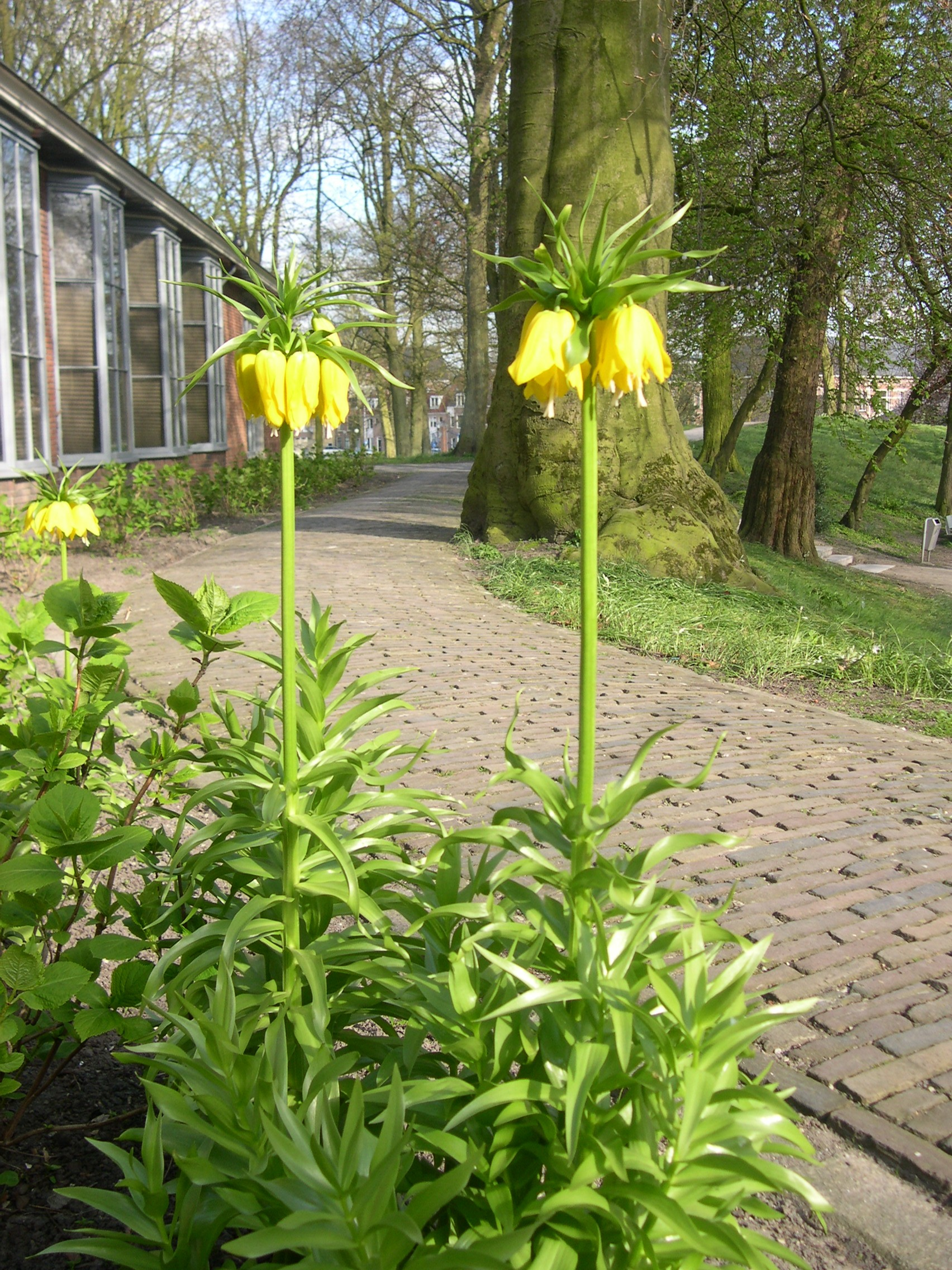
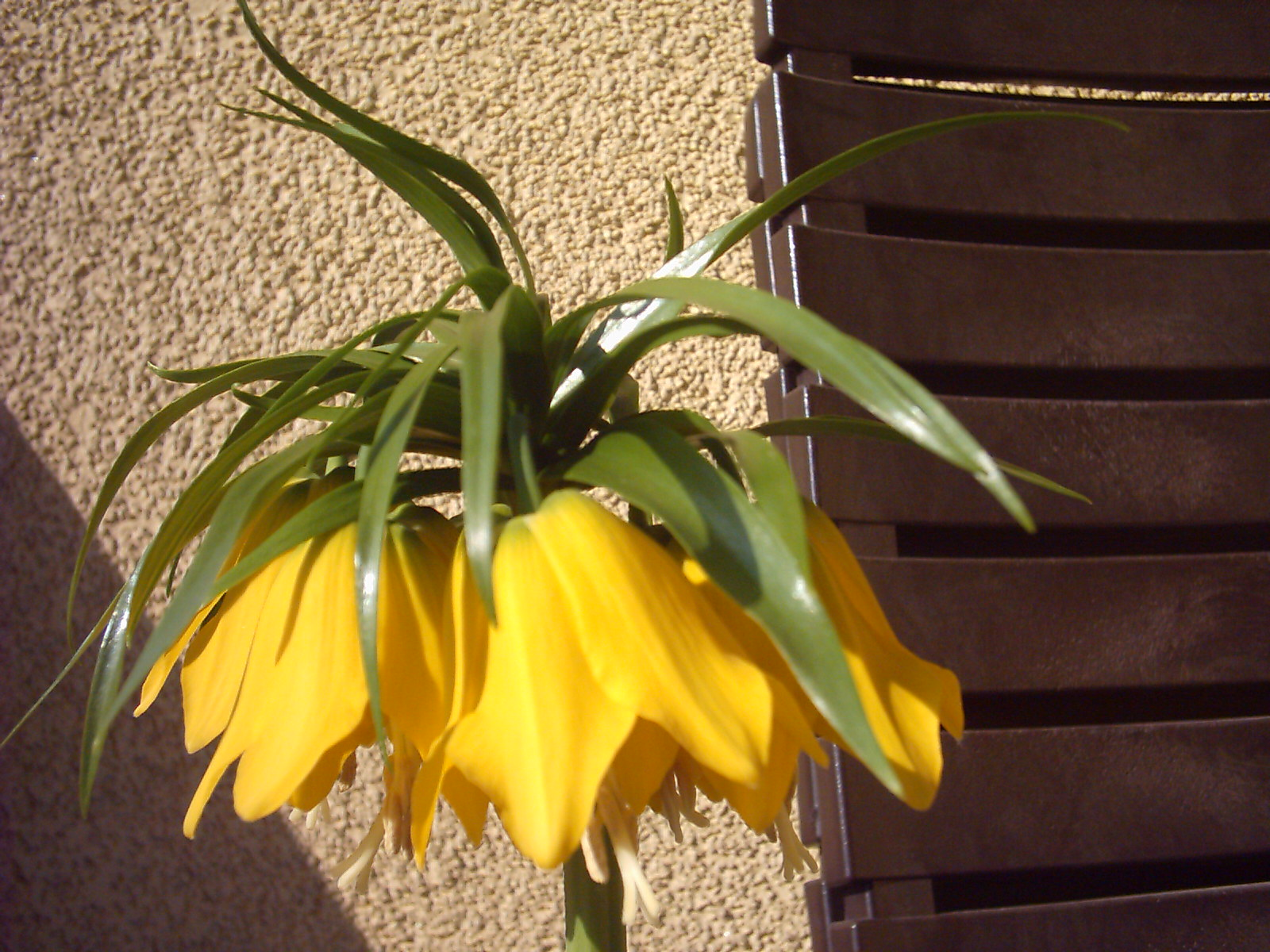
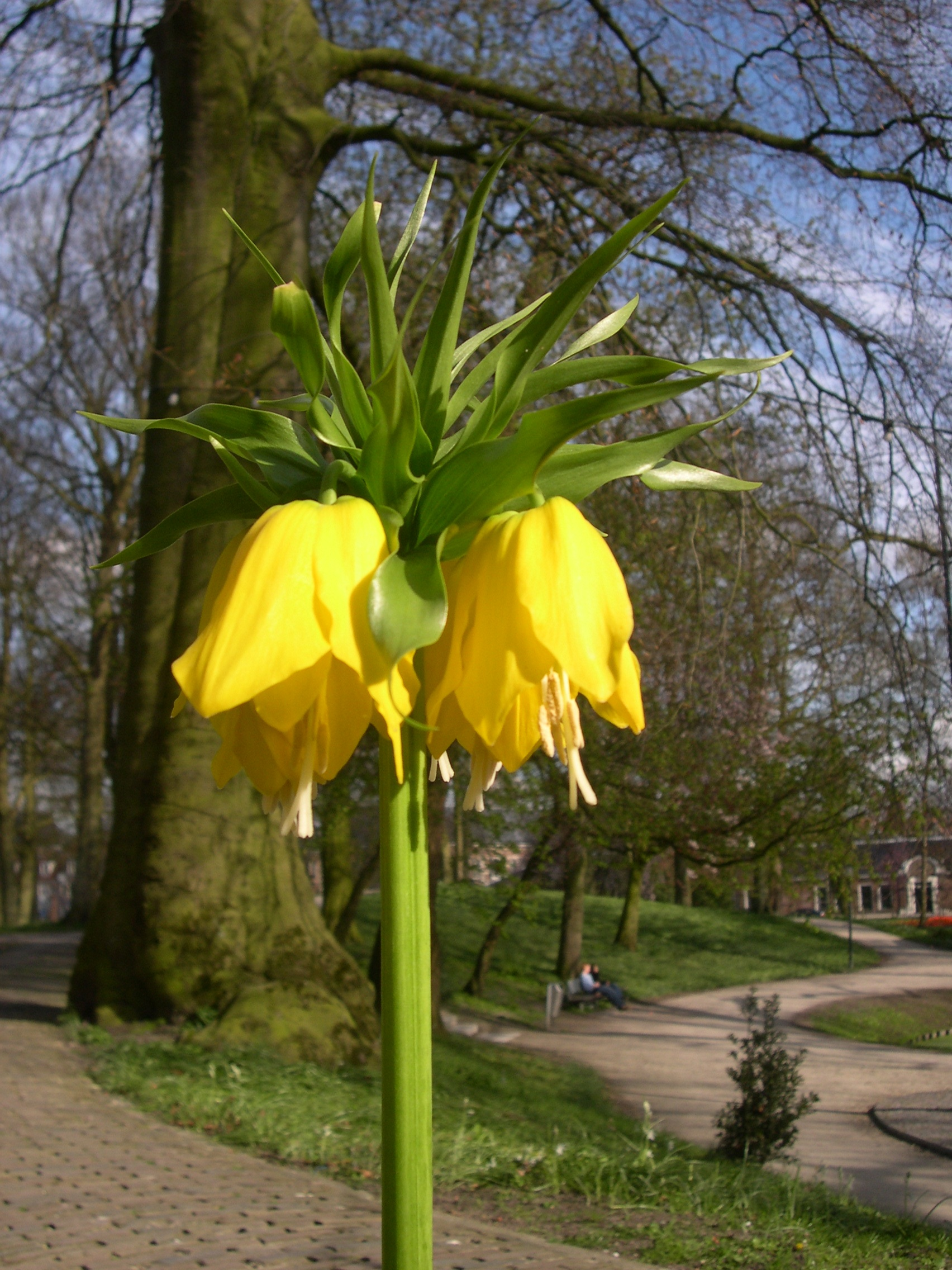
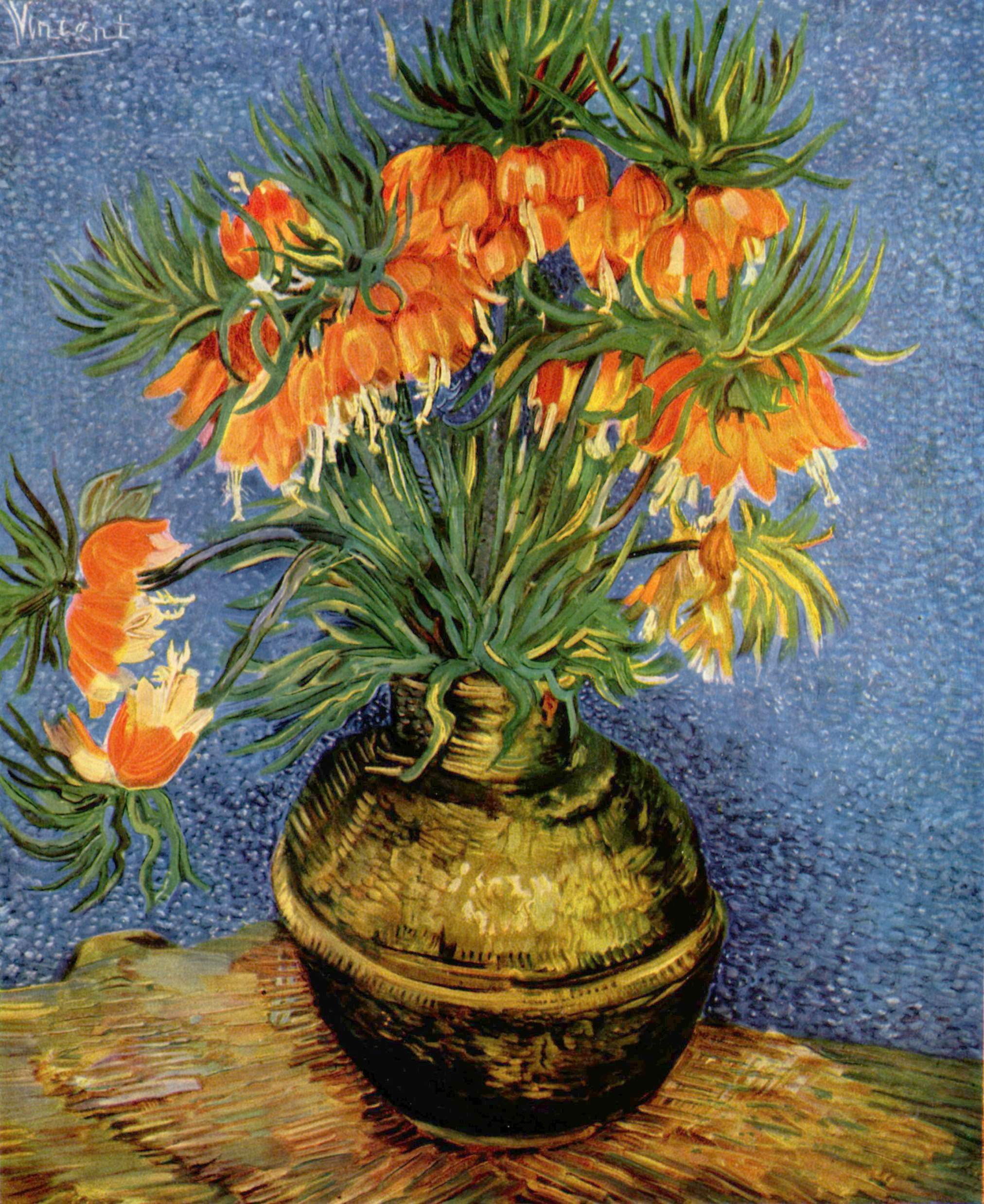